# Директива 2003/88/ЕС
Директива 2003/88/EC, также известна как Директива Европарламента и Совета 2003/88 ЕС «О некоторых аспектах организации рабочего времени» (англ. Directive 2003/88/EC of the European Parliament and of the Council of 4 November 2003 concerning certain aspects of the organisation of working time) — нормативный акт, которым регулируется порядок лимитизации рабочего времени и определение времени отдыха. Документ был принят 4 ноября 2003 года в Брюсселе Европарламентом и Советом Европы и вступил в силу 2 августа 2004 года.

## История создания
Помимо Директивы 93/104/ЕС «О некоторых аспектах организации рабочего времени» основные положения относительно права работников на ограничение времени максимальной продолжительности рабочего дня также закреплены в Хартии Европейского Союза об основных правах 2000 года. С течением времени и с целью реализации социальной политики Европейского союза было принято решение о модернизации положений трудового законодательства. В 2003 году Европейский парламент и Совет Европы приняли обновленную Директиву 2003/88/EC, которая с момента вступления в силу в 2004 году заменила собой ранее действующую Директиву 93/104/ЕС «О некоторых аспектах организации рабочего времени».
Особенностью Директивы 2003/88/EC является то, что сфера её деятельности по кругу лиц привязана к национальному законодательству стран-членов Европейского Союза. К примеру, закон Германии «О рабочем времени» согласно абзацу 2 § 2 применяется ко всем работникам независимо от вида деятельности (как к рабочим, так и к служащим, а также работающим лицам получающим образование). Закон Германии «О рабочем времени» не применяется к группам работников, указанным в § 18 этого Закона. Однако, эта категория охватывается абзацем 1 ст. 17 Директиву 2003/88/EC «О некоторых аспектах организации рабочего времени». При этом, все государственные служащие в Германии в силу особенностей определений понятия «рабочего» в немецком законодательстве — не подпадают по сферу влияния закон Германии «О рабочем времени». При этом, нормы Директивы 2003/88/EC регулируют трудовые отношения между ними, что исключает надобность вносить изменения в немецкое законодательство.

## Характеристика документа

### Структура
- Преамбула (Whereas, состоит из пункты 1—17);
- Глава 1 Сфера применения — Определения (Chapter 1 Scope and definitions, состоит из статей 1, 2);
- Глава 2 Mинимальные периоды отдыха — иные аспекты организации рабочего времени (Chapter 2 Minimum rest periods — other aspects of the organisation of working time, состоит из статей 3—7);
- Глава 3 Hочная работа — сменная работа — трудовой распорядок (Chapter 3 Night work — shift work — patterns of work, состоит из статей 8—13);
- Глава 4 Прочие положения (Сhapter 4 Miscellaneous provisions, состоит из статей 14—16);
- Глава 5 Изъятия и исключения (Сhapter 5 Derogations and exceptions, состоит из статей 17—22);
- Глава 6 Заключительные положения (Сhapter 6 Final provisions, состоит из статей 23—29)[3].

### Задачи
Предметом Директивы является регулирование отношений Государствами-членами ЕС в сфере порядка лимитизации рабочего времени и определения времени отдыха. В документе особая роль отведена в всестороннем раскрытии таких определений, как «мобильный работник», «оффшорная деятельность», «достаточный отдых». Новаторской особенностью Директивы является положение о том, что нормы данного документа являются императивными. На практике это означает, что любые изменения в трудовом законодательстве стран-членов Европейского Союза, которые будут направлены на ухудшение правового положения работника, априори станут недействительными, поскольку будут идти вразрез с требованиями Директивы 2003/88/EC и считаться незаконными.